# Těchonín
Těchonín (deutsch Linsdorf) ist eine Gemeinde im Okres Ústí nad Orlicí, Tschechien. Der Ort befindet sich im Südosten des Adlergebirges im Tal der Stillen Adler (Tichá Orlice), etwa 10 km westlich der Stadt Králíky (Grulich).
In Těchotín befindet sich das Zentrum für biologischen Schutz (Centrum biologické ochrany Těchonín), eine Einrichtung der Tschechischen Streitkräfte mit Spezialkrankenhaus für Arbeiten und medizinische Pflege unter höchsten biologischen Schutzstufen BSL 3 und 4. Das Zentrum ist die einzige medizinische Einrichtung dieser Art in Tschechien.

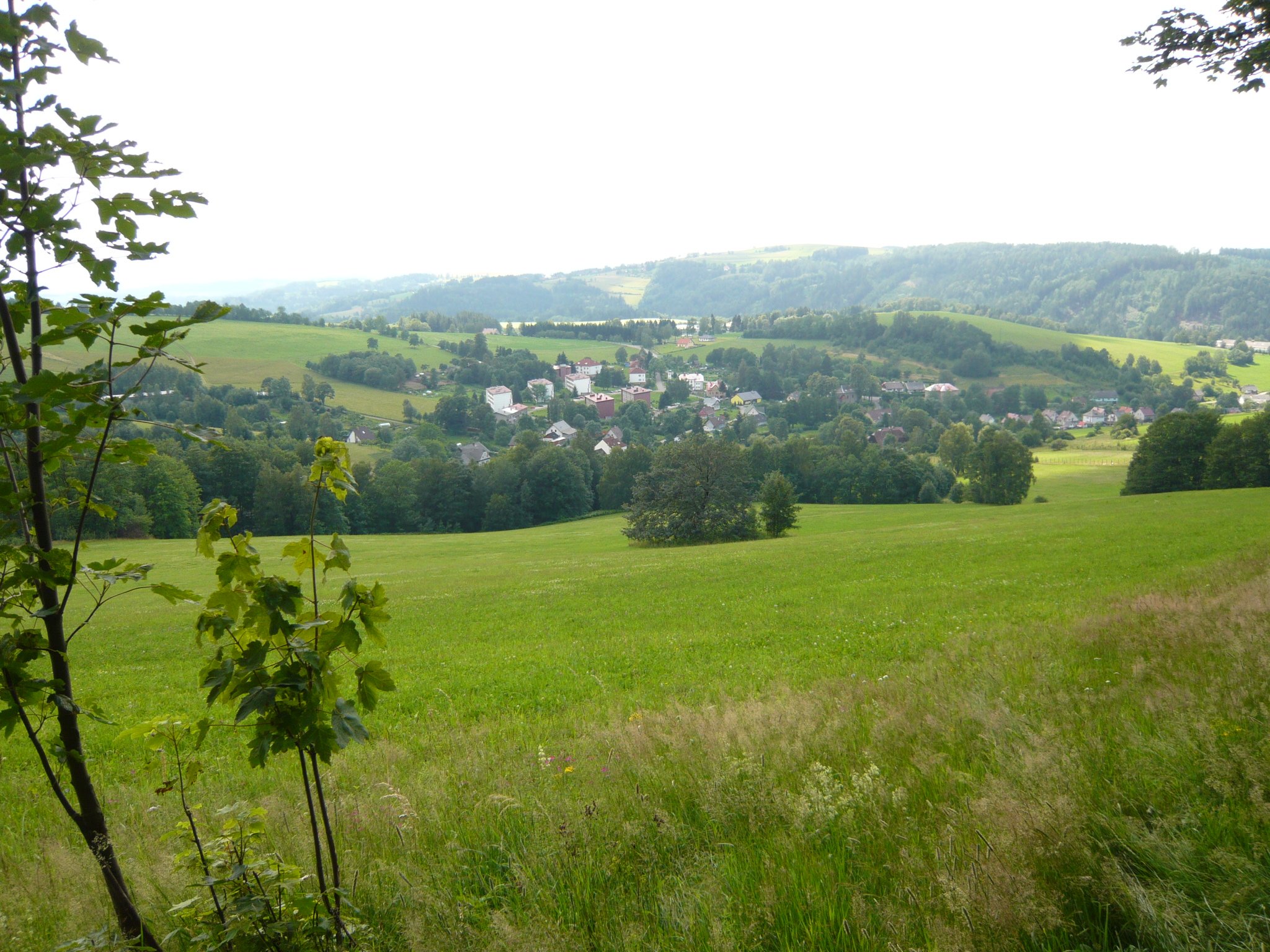
Ortsansicht

## Geschichte
Linsdorf, das zur Herrschaft Geiersberg gehörte, wurde 1514 erstmals urkundlich erwähnt. Das in der Ortschronik genannte Jahr 1393 ist als Ersterwähnung nicht belegbar. Das Reihendorf gehörte zum deutschen Siedlungsgebiet und lag nahe der deutsch-tschechischen Sprachgrenze. Die Bewohner lebten von der Landwirtschaft und Hausweberei. Eine Glashütte wurde wieder aufgegeben. Seit 1899 besaß Linsdorf einen Eisenbahnanschluss. Im Jahre 1880 lebten in Linsdorf 1.078 Menschen, 1939 hatte der Ort einschließlich des Ortsteils Neudörfel 731 Einwohner.
In den Jahren 1945 und 1946 wurde die deutsche Bevölkerung größtenteils vertrieben und aus dem Osten der Slowakei vertriebene Slowaken angesiedelt. 1960 wurde Celné eingemeindet.

## Gemeindegliederung
Die Gemeinde Těchonín besteht aus den Ortsteilen Celné (Zöllnei), Stanovník (Neudörfel) und Těchonín.